# Tenaturris decora
Tenaturris decora é uma espécie de gastrópode do gênero Tenaturris, pertencente a família Mangeliidae.